# Atlow
Atlow è un villaggio e parrocchia civile dell'Inghilterra, appartenente alla contea del Derbyshire.